# Lesteva nova
Lesteva nova (лат.) — вид жуков-стафилинид из подсемейства Omaliinae.
Средняя Азия, южный Казахстан, Узбекистан. Длина взрослых жуков 3,8—4,8 мм. Основная окраска коричневая. Каждое надкрылье с ярко выраженной желтой до красно-коричневой отметиной. Глаза крупные, вдвое длиннее висков. Переднеспинка широкая, без постлатерального вдавления. Темя с двумя глазками. Вертлуги задних ног крупные. Надкрылья короткие. Описанный в 2010 году таксон Lesteva aculeata Shavrin, 2010 оказался тем же видом, что и Lesteva nova.